# Fernando Morel
Pas d'image ? Cliquez ici

a Compétitions nationales et continentales officielles uniquement.

b Matchs officiels uniquement.
Dernière mise à jour le 28 novembre 2024.
Fernando Morel, né le 1er juillet 1958, est un joueur de rugby argentin, évoluant au poste de pilier.

## Carrière

### En équipe nationale
Fernando Morel a connu 20 sélections internationales en équipe d'Argentine, il fait ses débuts le 27 octobre 1979 contre l'équipe d'Australie. Sa dernière apparition a lieu le 24 mai 1987 contre les Fidji. 

## Palmarès

### Sélections nationales
- 20 sélections en équipe d'Argentine
- Participation à la Coupe du monde de rugby 1987 : 1 match disputé comme titulaire.